# Banksia oligantha
Espèce
Statut de conservation UICN

 EN  : En danger
Banksia oligantha est une espèce de plantes en danger de la famille des Proteaceae, endémique du sud-ouest de l'Australie occidentale. Elle appartient au sous-genre Banksia subg. Isotylis, un sous-genre de trois espèces de Banksia étroitement apparentées, qui n'ont pas les grands épis floraux et les infrutescences en forme de « cônes » habituellement caractéristiques du genre Banksia. Les fleurs sont au contraire groupées en capitules en forme de dôme, semblable à l'inflorescence des espèces du genre Dryandra. C'est un arbuste allant jusqu'à 4 m de haut, au feuillage épineux et à capitules roses et crème qui apparaissent à la fin du printemps (octobre à décembre).
Récolté pour la première fois en 1984 près de la ville de Wagin (Wheatbelt (Australie)), Banksia oligantha a été officiellement décrit en 1987 par le botaniste australien Alexander Segger George. Plusieurs populations dispersées survivent dans des fragments de brousse résiduelle dans une région qui a été principalement défrichée pour l'agriculture. Il a été répertorié par le gouvernement australien occidental en tant que Declared Rare Flora (flore rare déclarée).

## Description
Banksia oligantha est un petit arbre ou arbuste à tronc unique. Sa hauteur maximale varie de 3 à 5 m. Lorsqu'il n'est pas en fleur, il ressemblerait un peu à Banksia sessilis (Parrot Bush). L'écorce est généralement grise, bien qu'elle puisse être légèrement fissurée à la base des arbres plus âgés. Les jeunes tiges sont couvertes de poils, courts et mous, longs et grossiers ; ceux-ci se perdent avec l'âge.
Ses feuilles sont vert foncé et brillantes du dessus et vert pâle mat du dessous. Elles sont à peu près de forme ovale, mais concaves plutôt que planes. L'extrémité de la feuille est pointue et deux à quatre autres pointes de ce type existent le long de chaque bord. Les feuilles font de 1,5 à 3,7 cm de long et de 0,4 à 2 cm de large, avec un pétiole long de 2 à 3 mm. Les jeunes feuilles ont un revêtement de poils laineux des deux côtés, mais ceux-ci disparaissent rapidement, sauf dans les creux de la face inférieure.
Apparaissant d'octobre à décembre (fin du printemps), les fleurs se présentent en têtes en forme d'un dôme de 3 cm de diamètre, poussant aux extrémités des branches. Celles-ci comprennent seulement 20 à 35 fleurs individuelles, entourées à la base par un verticille de bractées involucres et velues de 2 à 4 mm de long. Comme chez la plupart des Proteaceae, chaque fleur se compose d'un périanthe comprenant quatre tépales unis et un seul pistil, dont le stigmate est initialement enfermé dans le membre du périanthe, mais se libère à l'anthèse. Chez B. oligantha, le périanthe fait 21 à 22 mm de long, avec un limbe de 3 à 3,5 mm. La couleur du périanthe va du rouge à la base au jaune pâle pour le limbe. Les stigmates sont droits, longs de 19 à 24 mm et uniformément de couleur crème.
De vieilles fleurs tombent rapidement des capitules, révélant un dôme ligneux de 1 à 6 follicules intégrés. Ils sont de couleur gris tacheté, lisses et peu poilus. Ovales, ils mesurent 14 à 19 mm de long, 10 à 15 mm de haut, et 8 à 9 mm de large. Chaque follicule contient jusqu'à deux graines ailées, de 17 à 20 mm de long.
Banksia oligantha se distingue le plus facilement des deux autres espèces de B. subg. Isostylis par ses feuilles, fleurs et fruits petits. Son feuillage n'est pas aussi épineux que celui de B. cuneata.

## Taxonomie

### Découverte et nomination
Banksia oligantha a été découvert par Ken Wallace du ministère de la conservation et de la gestion des terres du gouvernement de l'Australie-Occidentale (maintenant le ministère de l'environnement et de la conservation) en septembre 1984, lors d'une enquête sur la réserve naturelle de Wangeling Gully (réserve naturelle 9098), environ 28 km au nord-ouest de Wagin. Deux mois plus tard, le 18 novembre 1984, Anne Taylor a recueilli au même endroit ce qui allait devenir le spécimen type. Ce spécimen a été identifié comme une nouvelle espèce bien avant qu'on ne lui attribue un nom, et désigné dans l'intervalle par les noms informels Banksia aff. Cuneata et Banksia sp. Wagin. Alex George a inclus une entrée sous le nom de Banksia oligantha dans la deuxième édition de 1987 de son livre The Banksia, mais la publication officielle de ce nom n'a eu lieu que l'année suivante, lorsqu'est paru New taxa and notes on Banksia L.f. (Proteaceae) de George L.f. L'épithète spécifique oligantha dérive du grec oligo (peu) et anthos (fleur), en référence au faible nombre de fleurs par capitule.
L'espèce a une histoire nomenclatrice sans incident : elle n'a pas de synonymes et aucune sous-espèce ou variété n'a été identifiée.

### Classification infragénérique
George a placé B. oligantha dans le sous-genre Isostylis en raison de ses capitules en forme de dôme. Une analyse cladistique du genre réalisée en 1996 par les botanistes Kevin Thiele et Pauline Yvonne Ladiges sur la base de la morphologie n'a fourni aucune information sur la circonscription de B. subg. Isostylis ou ses relations, la classification de cette espèce par George a donc été conservée. George a largement rejeté les modifications de Thiele et Ladiges dans son arrangement de 1999, mais encore une fois, la classification de B. oligantha n'a pas été affectée, et elle peut être résumée comme suit : 
- Banksia
  - B. subg. Banksia (3 sections, 11 séries, 73 espèces, 11 sous-espèces, 14 variétés)
  - B. subg. Isostylis
    - B. ilicifolia
    - B. oligantha
    - B. cuneata

Depuis 1998, le botaniste américain Austin Mast et ses coauteurs publient les résultats des analyses cladistiques en cours des données de séquence d'ADN pour la sous-tribu Banksiinae, qui comprenait alors les genres Banksia et Dryandra. Leurs analyses suggèrent une phylogénie qui diffère grandement de l'arrangement taxonomique de George. B. oligantha serait en fait un taxon frère (c'est-à-dire parent le plus proche) de B. ilicifolia, et B. cuneata serait parent de ces deux-là. Cela suggère un B. subg. Isostylis monophylétique ; pourtant le clade semble assez dérivé (il a évolué relativement récemment), impliquant que B. subg. Isostylis ne mérite peut-être pas de rang sous-genérique,,.
Au début de 2007, Mast et Thiele ont réorganisé le genre Banksia en y fusionnant Dryandra et en publiant B. subg. Spathulatae pour les taxons ayant des cotylédons en forme de cuillère ; ainsi B. subg. Banksia a été redéfini comme englobant des taxons dépourvus de cotylédons en forme de cuillère. Ils préfiguraient la publication d'un accord complet une fois l'échantillonnage d'ADN de Dryandra terminé ; en attendant, si les changements de nomenclature de Mast et Thiele sont considérés comme un arrangement provisoire, alors B. oligantha est placé en B. subg. Banksia.

### Phylogénie
Les relations entre B. oligantha et les autres membres de B. subg. Isostylis restent encore peu claires. Bien que les études de Mast aient identifié B. cuneata comme étant la plus basale des trois espèces, une étude de 2004 sur la divergence génétique au sein du sous-genre a donné les deux autres possibilités : certaines analyses ont suggéré que B. ilicifolia était basal, tandis que d'autres ont suggéré B. oligantha. Pour compliquer davantage la situation, c'est la population la plus méridionale (et la plus proche) de B. cuneata, qui a des affinités génétiques et phénétiques avec B. oligantha. L'origine de cette population est inconnue : elle a pu provenir de l'hybridation, ou il peut s'agir d'une forme transitoire ou même ancestrale. Enfin, des facteurs biogéographiques suggèrent que B. ilicifolia serait la plus basale des trois espèces : elle se trouve dans la zone de fortes précipitations où les espèces relictuelles sont les plus communes, tandis que les autres sont limitées à la zone de précipitations de transition, où les espèces évoluées plus récemment sont les plus courantes.

## Habitat et répartition

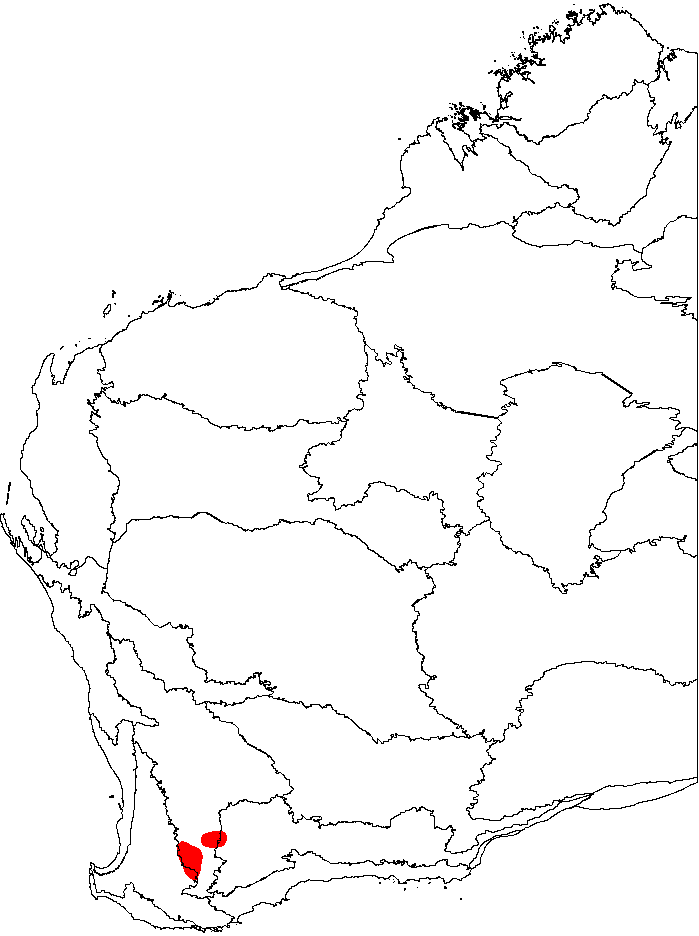
Carte de répartition.

Banksia oligantha est présent sur une étendue d'environ 100 km dans les parties sud de la région de Avon Wheatbelt, dans la province botanique du Sud-Ouest de l'Australie. Quatre populations sont connues, contenant environ 1 700 plantes adultes au total : 
- La première population connue, dans la réserve naturelle de Wangelling Gully à Tarwonga. Cette population semble en déclin : en 1988, on estimait qu'elle contenait de 500 à 800 plantes, mais une enquête de 2001 n'a trouvé que 198 adultes, 1 semis et 286 plantes mortes ; et une enquête de 2004 a trouvé 135 adultes, pas de semis et 174 plantes mortes[1].
- Une population en bonne santé à Katanning, couvrant deux réserves autochtones et une propriété privée. Cette population semble augmenter ; une enquête de 2004 a trouvé près de 1400 plantes adultes et plus de 500 plants.
- Une petite population à Dudinin, couvrant une réserve naturelle et une propriété privée. Cette population est apparemment en déclin. Aucun semis n'a jamais été signalé à cet endroit, et de 1997 à 2004, le nombre d'adultes signalés est tombé d'environ 110 à 13.
- Une population saine récemment découverte sur une propriété privée à Toolibin. Une enquête de 2004 a dénombré 188 adultes, 35 semis et 36 plantes mortes.

L'espèce pousse dans des dunes de sable blanc, blanc-gris ou sable brun-jaune, parmi un système de criques de sel éphémères. Les populations se trouvent à la fois dans les zones basses près des ruisseaux et au sommet des dunes. La végétation consiste en une forêt basse ouverte sur la lande et une haute brousse ouverte avec quelques arbres dispersés.

## Écologie

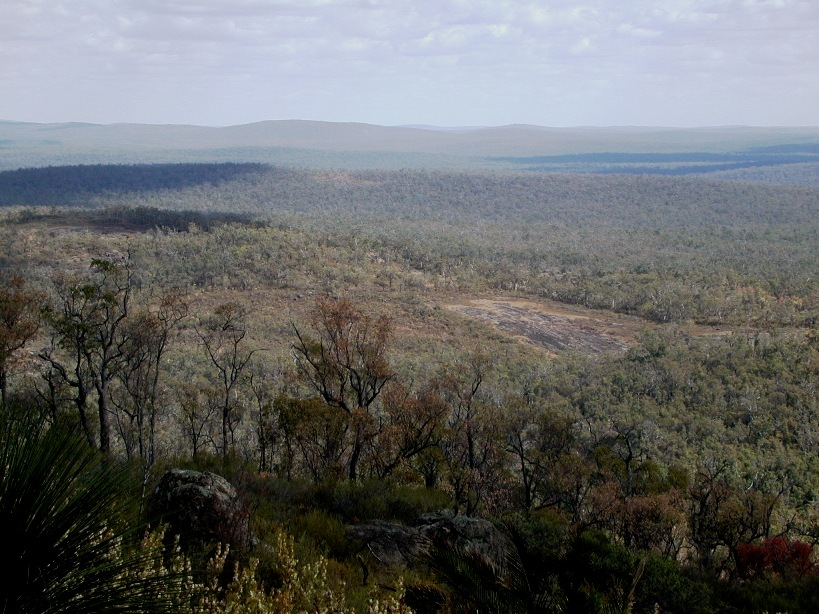
Brousse australienne (Vue de la région de Beverley dans le Wheatbelt (photographie prise du sommet du mont Dale).

Il y a peu de publications sur l'écologie de B. oligantha. Il vit probablement environ 10 à 30 ans.
Six espèces de méliphages ont été observées se nourrissant sur ses fleurs, de même des insectes, dont abeilles, fourmis, papillons, coléoptères et abeilles indigènes. Les oiseaux et les insectes sont tous deux des pollinisateurs mais les abeilles mellifères ne sont probablement pas très efficaces : selon une étude, seulement 4% des abeilles mellifères collectent du pollen ; elles ont tendance à rester sur les fleurs d'un même arbuste au lieu de changer d'individu.
Les évaluations du système d'accouplement de cette espèce ont révélé que les taux de croisements varient entre les populations, les populations en environnement perturbé ayant tendance à être plus consanguines que les populations des brousses relativement intactes. Les causes sont diverses. Premièrement, la densité plus élevée des populations perturbées conduit à des taux d'accouplement plus élevés entre les plantes voisines, ce qui se traduit par une structure génétique plus importante et donc une autofécondation plus fréquente. Deuxièmement, les populations perturbées n'ont généralement pas de sous-bois et ne peuvent donc pas accueillir une population résidente de méliphages ; au lieu de cela, ils comptent sur des visites sporadiques pour la pollinisation. Les taux de pollinisation considérablement réduits signifient moins de fertilisations croisées en moyenne, conduisant à moins de sélection contre les fertilisations endogames.
Comme de nombreuses plantes du sud-ouest de l'Australie occidentale, B. oligantha est adapté à un environnement dans lequel les feux de brousse sont relativement fréquents. La plupart des espèces de Banksia peuvent être placées dans l'un des deux grands groupes en fonction de leur réponse au feu : les réensemenceurs sont tués par le feu, mais le feu déclenche également la libération de leur banque de graines de canopée, favorisant ainsi le recrutement de la prochaine génération ; les resprouveurs survivent au feu, repoussant à partir d'un lignotuber ou, plus rarement, de bourgeons épicormiques protégés par une écorce épaisse. B. oligantha est un réensemenceur ; il a une écorce fine et n'a pas de lignotuber, il est donc tué par le feu. Cependant, l'espèce est faiblement sérotineuse : le feu déclenche la libération des graines, mais la libération des graines se produit toujours en l'absence de feu.
Le taux de germination des graines est assez élevé. Une étude a révélé un taux de germination supérieur à 77% dans la plupart des lots testés. Il est probable que les semences resteront viables pendant longtemps, car les semences du B. cuneata étroitement apparenté reste viable pendant une dizaine d'années.

## Conservation
Banksia oligantha est inscrite en tant qu'espèce menacée d'extinction en vertu de la loi fédérale de 1999 sur la protection de l'environnement et la conservation de la biodiversité (EPBC Act) et en tant que rare en vertu de la loi australienne de 1950 sur la conservation de la faune. Ces classements sont dus à sa petite distribution gravement fragmentée et à la dégradation continue de son habitat. Les menaces comprennent le pâturage par les moutons et lapins, la sécheresse, la dérive des produits chimiques en aérosol des terres agricoles environnantes, l'invasion par les mauvaises herbes et l'augmentation de la salinité. Des études ont montré qu'il était modérément sensible au dépérissement de Phytophthora cinnamomi.

## Culture
Banksia oligantha est rarement vue en culture, bien qu'elle soit considérée comme méritant plus d'attention qu'elle n'en reçoit. C'est une plante à croissance rapide qui fleurit de façon prolifique, produisant de « belles masses de fleurs crème en forme d'allumettes ». Cependant, son feuillage épineux le rend impropre à la croissance près des sentiers, ayant tendance à perdre des branches par vent fort et étant souvent attaqué par les coléoptères des bois.
La multiplication se fait par graines, mais celles-ci sont difficiles à obtenir. Les graines ne nécessitent aucun traitement avant le semis et mettent 37 à 40 jours pour germer. La multiplication par coupe n'a pas été tentée, mais pourrait être possible, puisque B. cuneata (très proche) a été propagé de cette façon, mais avec des résultats imprévisibles. La plante doit être cultivée dans du sable profond, acide à neutre dans un site abrité. Il est recommandé de l'élaguer jeune, pour favoriser la ramification.